# كولين ميرفي (كاتبة)
كولين ميرفي هي كاتبة سيناريو ومخرجة كندية، ولدت في 1954 في رووان نوراندا في كندا.

## وصلات خارجية
- الموقع الرسمي
- كولين ميرفي على موقع IMDb (الإنجليزية)
- كولين ميرفي على موقع ألو سيني (الفرنسية)
- كولين ميرفي على موقع أول موفي (الإنجليزية)
- كولين ميرفي على موقع كينوبويسك (الروسية)